# Île de Onza
L'île de Onza, ou Onceta, est une île galicienne de l'archipel des îles Ons, qui se trouve à 600 mètres au sud de l'île de Ons. Cette île de Pontevedra appartient à la commune de Bueu et fait partie du parc national des Îles Atlantiques de Galice.
C'est une île de 32 hectares de forme rectangulaire ayant un profil relativement élevé (son sommet est de 84 mètres de haut). Ses côtes sont escarpées, avec de petites plages au nord (Plage des Moscas) et au sud (Porto do Sol), qui sont inaccessibles car elles sont en bas de hautes falaises et entourées de rochers.  
L'île est couverte d'une végétation de brousse et, surtout dans sa partie occidentale, est un lieu important pour la reproduction des oiseaux de mer. Malgré sa taille, elle est dépourvue d'arbres et ne possède d'autres bâtiments qu'une baraque construite par les militaires.

## Galerie

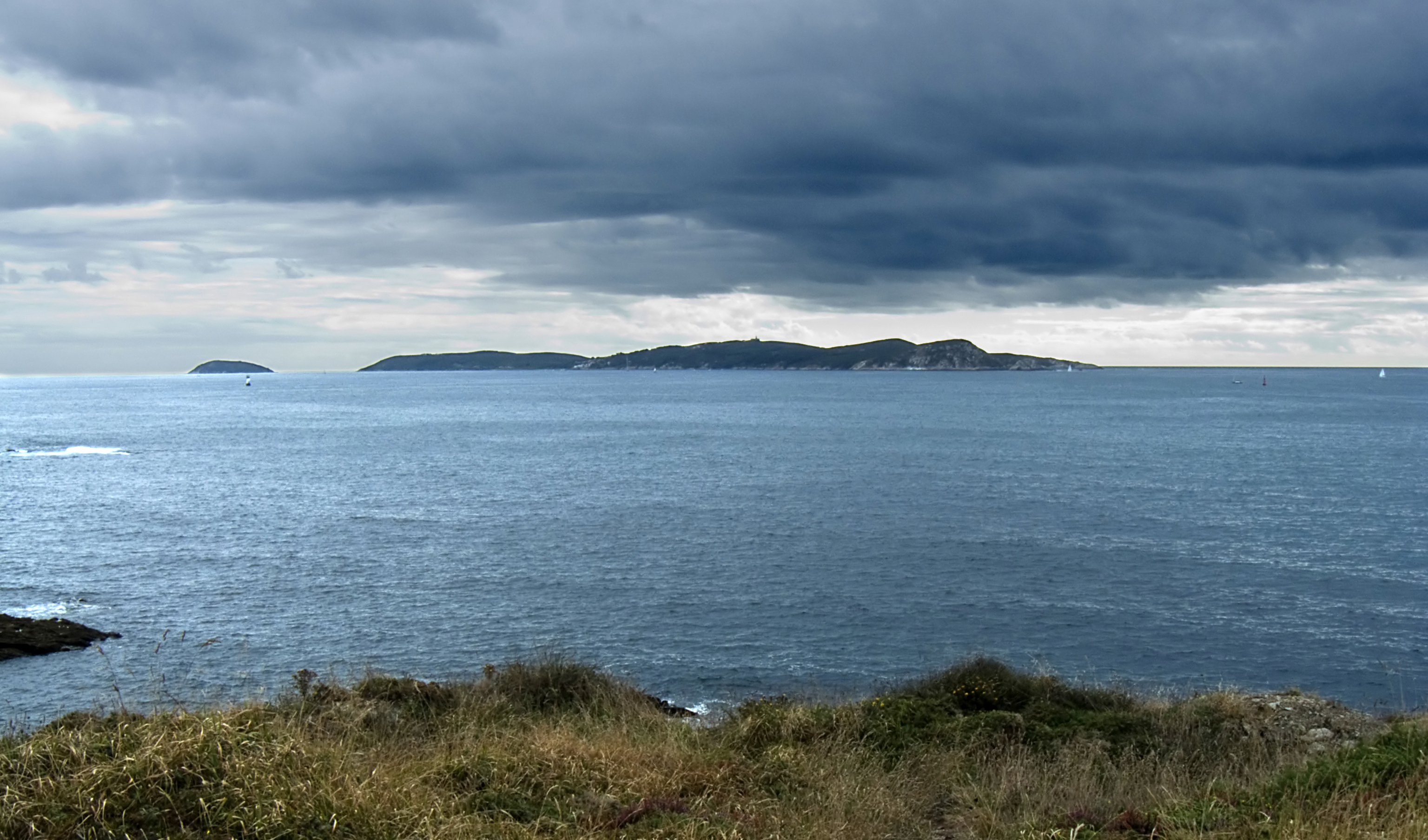
Île de Ons e de Onza
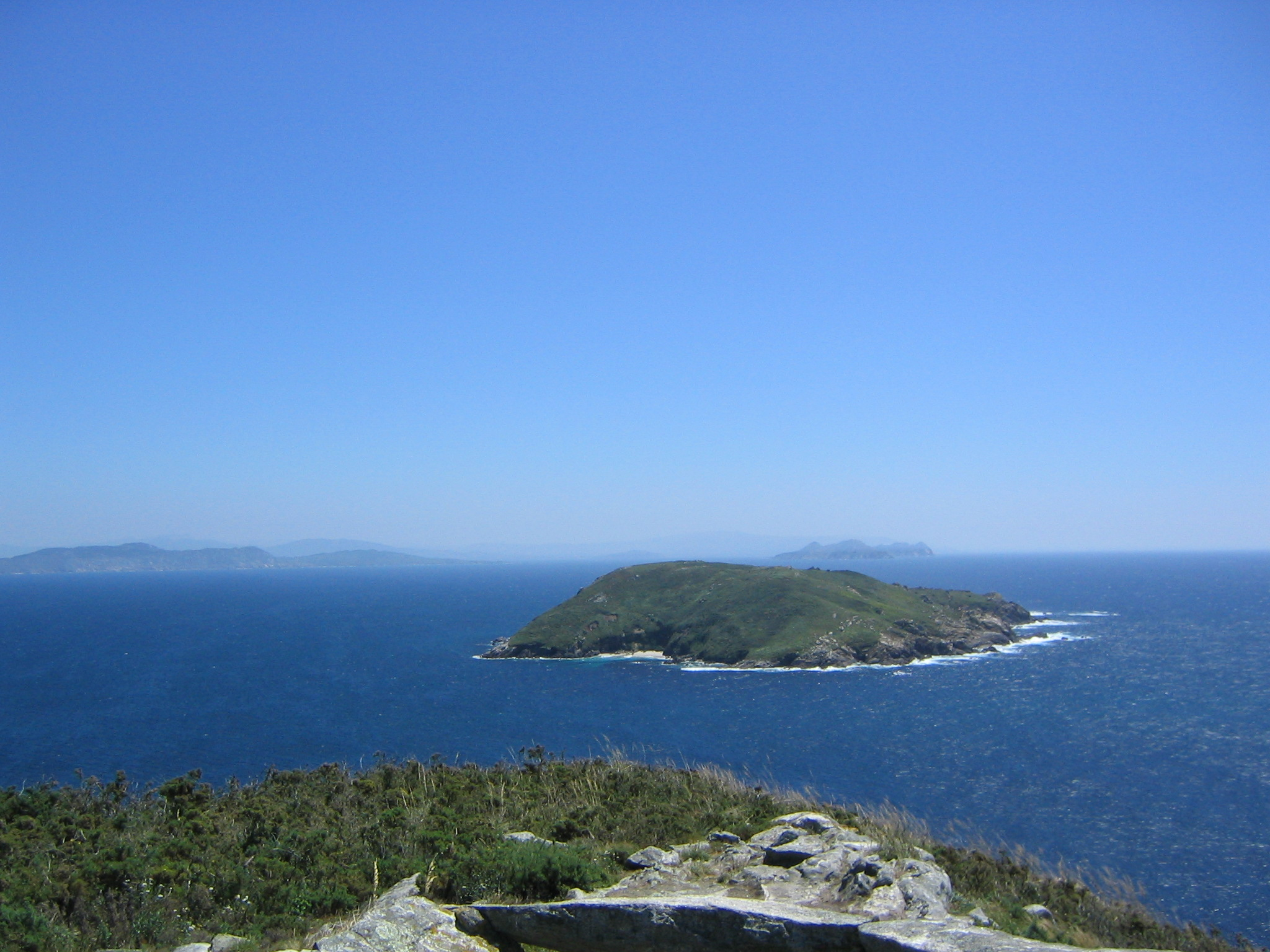
Île de Onza depuis l'Île de Ons.
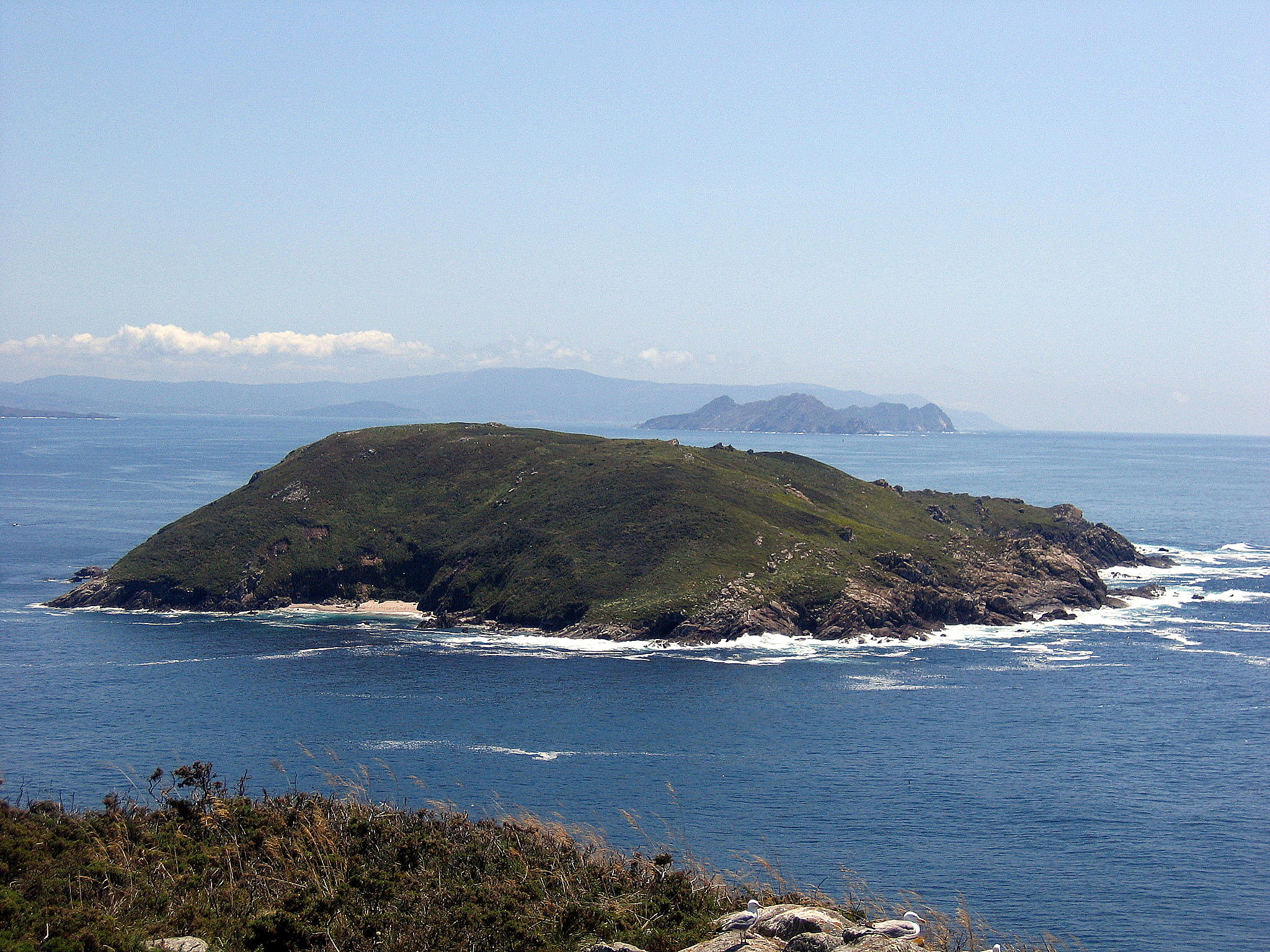
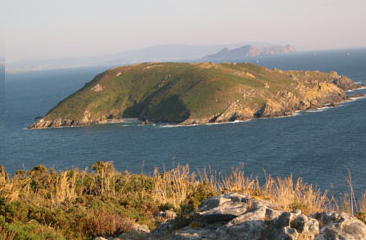
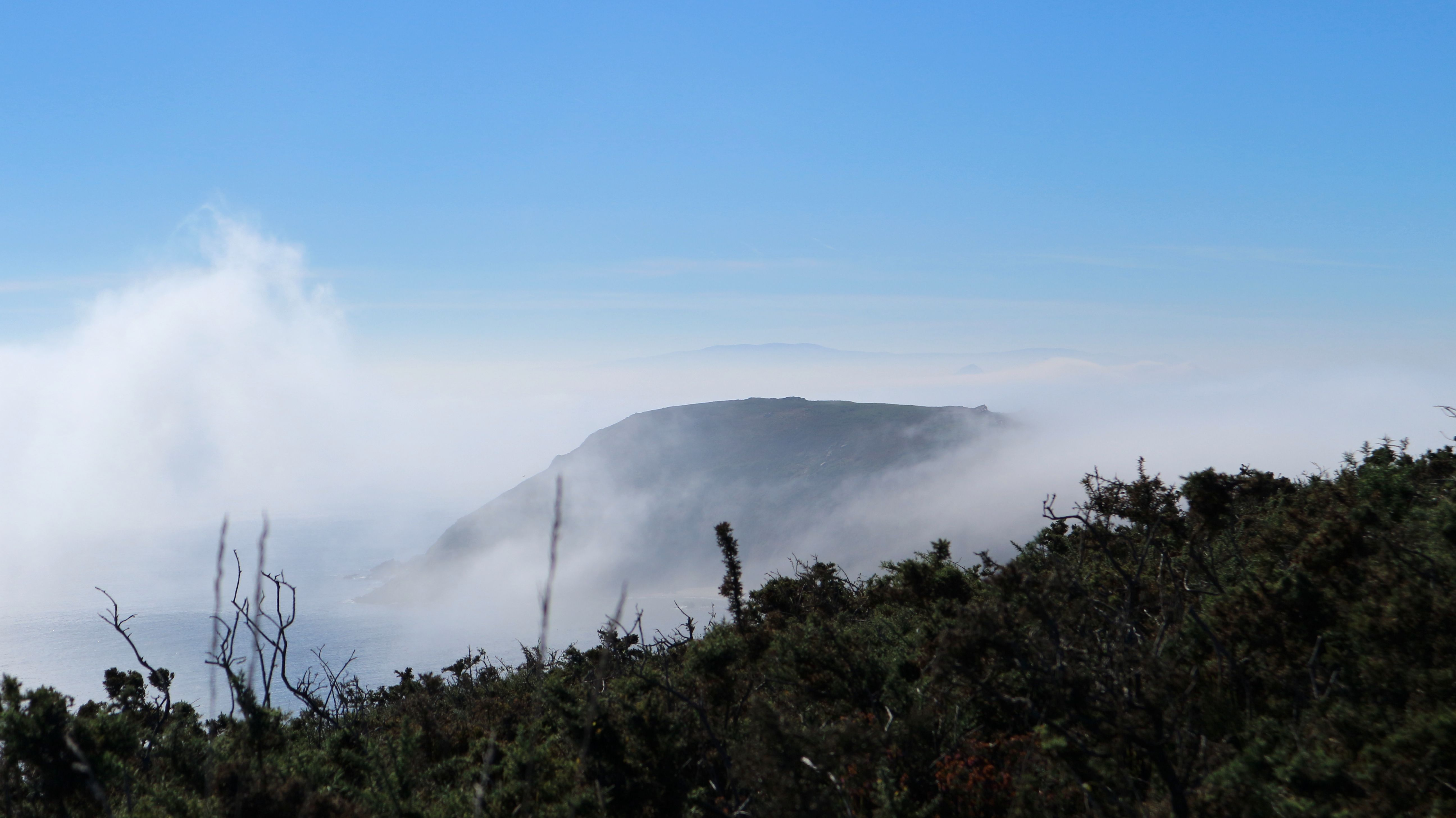
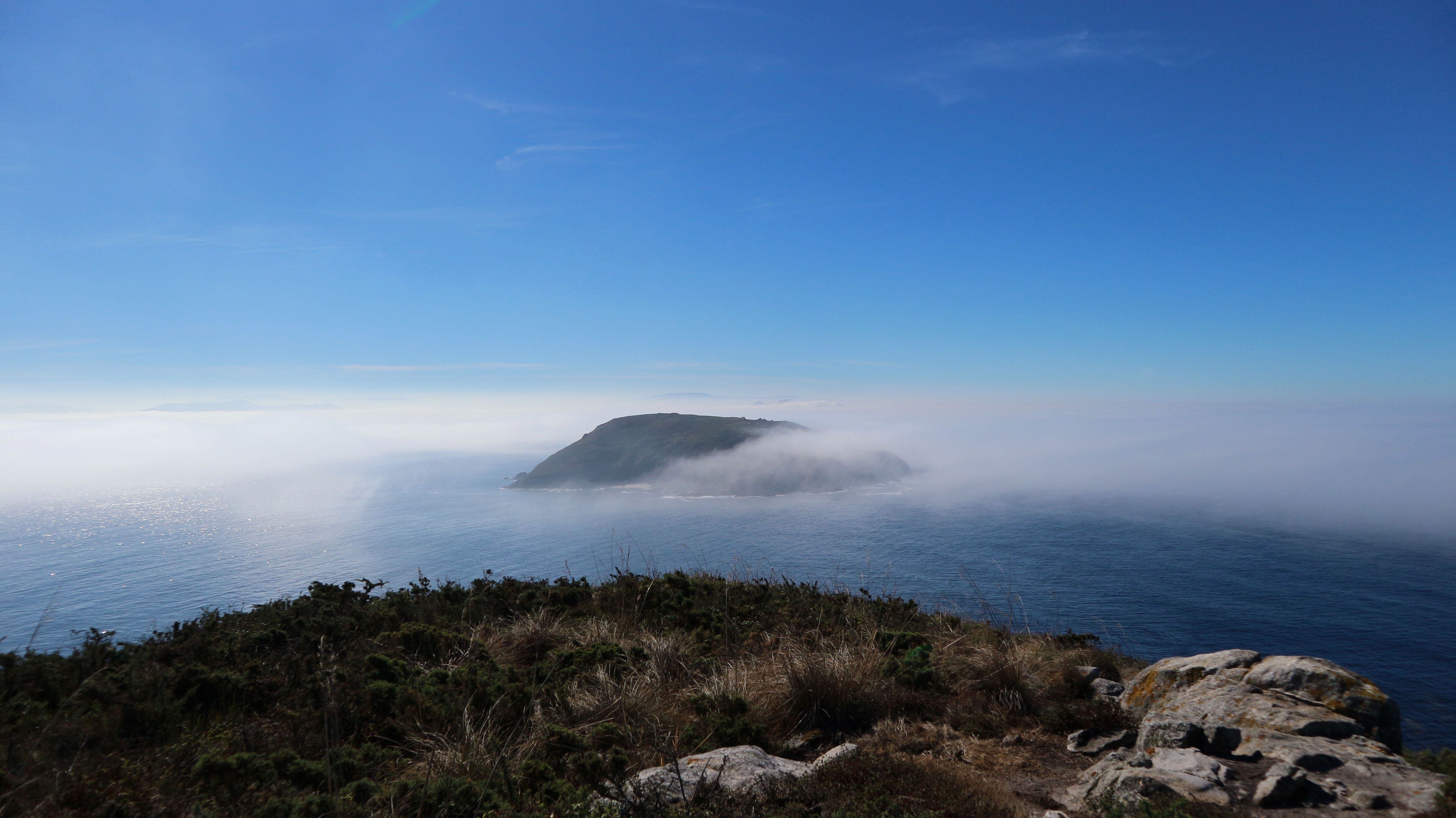
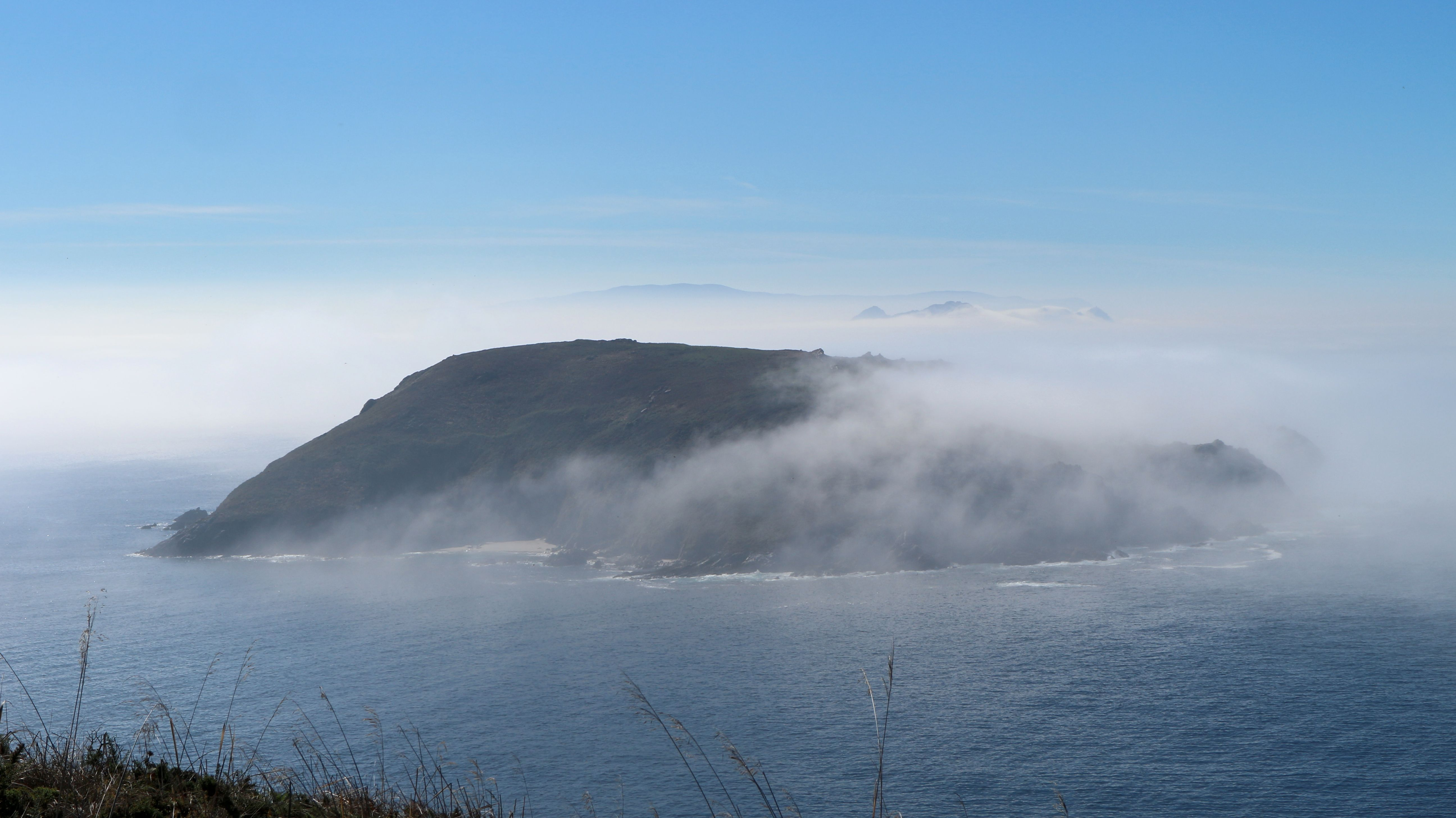
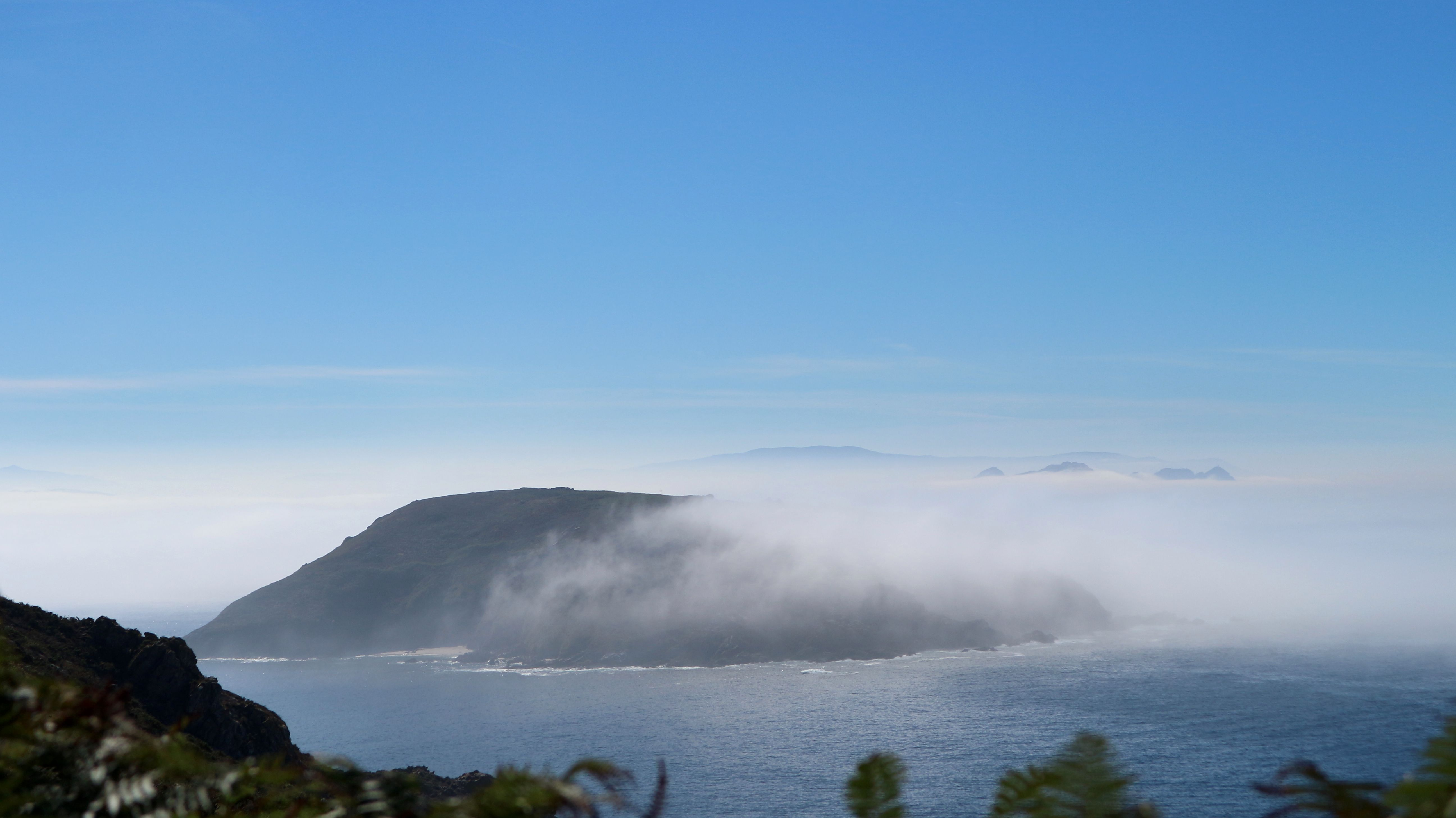
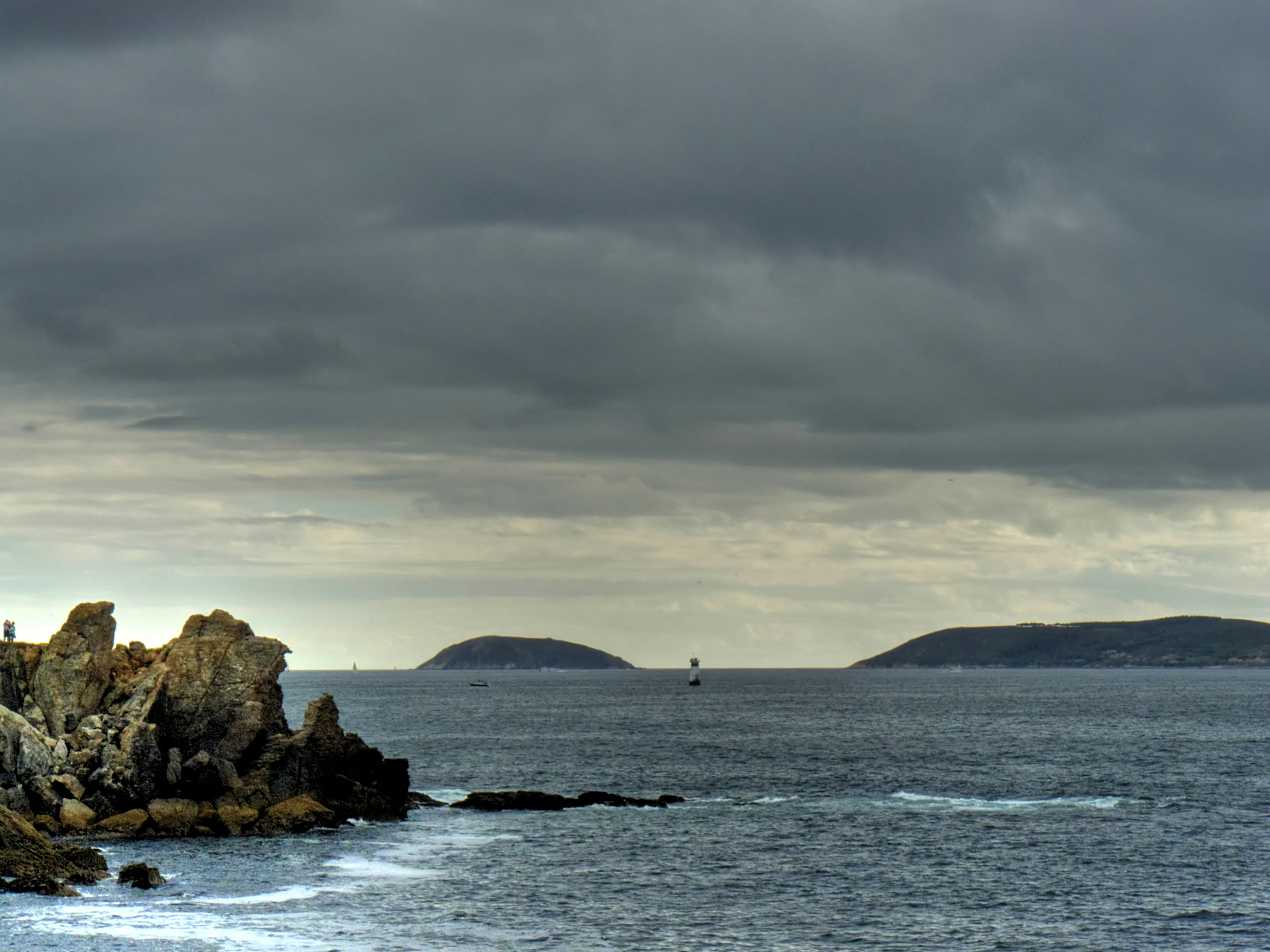
Onza depuis punta Faxilda, à Sanxenxo.

## Voir également

### Autres articles
- Île d'Ons
- Parc national des Îles Atlantiques de Galice
- Ria de Pontevedra
- Rias Baixas